# Пеулешть (комуна, Вранча)
Пеулешть, Пеулешті (рум. Păulești) — комуна у повіті Вранча в Румунії. До складу комуни входять такі села (дані про населення за 2002 рік):
- Пеулешть (1390 осіб)
- Хеулішка (770 осіб)

Комуна розташована на відстані 168 км на північ від Бухареста, 44 км на північний захід від Фокшан, 116 км на північний захід від Галаца, 87 км на схід від Брашова.

## Населення
У 2009 року у комуні проживали 2208 осіб.

## Зовнішні посилання
- Дані про комуну Пеулешть на сайті Ghidul Primăriilor